# Eduard Latypov
Eduard Ratmilevitch Latypov (en russe : Эдуард Ратмилевич Латыпов), né le 21 mars 1994 à Hrodna (Biélorussie), est un biathlète russe.

## Biographie

### Enfance et débuts dans le biathlon
Eudard Latypov naît à Hrodna en Biélorussie où ses parents se sont rencontrés lors du service militaire de son père. Toute la famille part ensuite vivre dans l'Oblast de Samara en Russie, où Latypov passe toute sa scolarité et fait ses débuts en ski de fond. Après avoir participé à quelques compétitions locales, il s'intéresse ensuite au biathlon en particulier après avoir vu à la télévision les performances au plus haut niveau de ses compatriotes Tcherezov, Iarochenko et Tchoudov. Il part dans un centre d'entraînement de biathlon à Oufa. En 2013, Il dispute sa première compétition internationale lors des championnats du monde de la jeunesse à Obertilliach en Autriche, où sa meilleure performance individuelle est une 18e place sur le sprint, puis il échoue au pied du podium en terminant 4e lors du relais. L'année suivante dans les championnats du monde juniors organisée à Presque Isle aux États-Unis, il s'adjuge la médaille de bronze du sprint et du relais. En 2015, à Minsk en Biélorussie, cette fois il remporte les titres mondiaux juniors de la poursuite et du relais.

### Carrière
Lors de la saison 2015-2016, il fait ses débuts en IBU Cup, obtenant grâce à un sans faute au tir sa première victoire sur le sprint à Osrblie en Slovaquie. Cependant il est contrôlé positif au meldonium, nouvellement interdit, mais les charges sont ensuite abandonnées. Il effectue deux nouvelles saisons en IBU Cup, montant à deux reprises sur le podium.
Il découvre la Coupe du monde en fin d'année 2018 à Pokljuka en Slovénie, terminant à une piètre 99e place de l'individuel avec sept fautes et un problème de skis juste avant le départ. Il marque ses premiers points  à Canmore au Canada, où il est 15e de l'individuel court et troisième du relais, enregistrant son premier podium à ce niveau. Il effectue la saison complète lors de Coupe du monde 2019-2020 et se trouve sélectionné pour ses premiers championnats du monde à Antholz-Anterselva où il prend la 43e place de l'individuel.
En janvier 2021 en Coupe du monde, faisant équipe avec Kaisheva, Mironova et Loginov, il conclut victorieusement le relais mixte d'Oberhof. Latypov fait partie de l'équipe russe sous une bannière neutre qui se rend aux Championnats du monde 2021 à Pokljuka,. Avec ses compatriotes Khalili, Eliseev et Loginov, il glane la médaille de bronze lors du relais, derrière la Norvège et la Suède. Lors de la dernière course en coupe du monde de la saison, la mass start à Östersund en Suède, Latypov monte pour la première fois de sa carrière sur un podium en coupe du monde en prenant la deuxième place, le jour de ses 27 ans. La saison se clôture par les championnats de Russie à Khanty-Mansiïsk, où il s'impose sur la poursuite et le relais,.
Latypov se montre ambitieux pour la saison 2021-2022 avec en point d'orgue les Jeux olympiques. D'entrée il est présent parmi les premières positions du classement général grâce à plusieurs places d'honneur. Sur l'épreuve se déroulant en France au Grand-Bornand, il monte à deux reprises sur le podium. Il prend à chaque fois la deuxième place, tout d'abord sur le sprint, puis le lendemain sur la poursuite.
Mais son excellent début de saison se trouve gâché car il est testé positif à la Covid-19 la veille du sprint à Oberhof en Allemagne. Il est donc dans l'obligation de s'isoler pendant plusieurs jours et de manquer plusieurs épreuves de la coupe du monde. L'Allemand Erik Lesser, originaire du Thuringe, lui prête un vélo home trainer pour qu'il puisse continuer à s'entraîner. Le Russe, surpris et ravi de ce geste, manque les épreuves de Oberhof et Ruhpolding, mais peut effectuer en partie grâce à cette aide, son retour à la compétition à Antholz-Anterselva en Italie. Mais Latypov se trouve en fin de compte interdit de participer à l'individuel en Italie, sa quarantaine étant prolongée car il a été vacciné par le Spoutnik V, qui est non homologué par les autorités européennes.
Latypov fait partie des dix biathlètes (cinq hommes et cinq femmes) sélectionnés par le Comité olympique russe afin de participer aux Jeux olympiques 2022 à Pékin en Chine. Il glane la médaille de bronze lors du relais mixte en compagnie de Nigmatullina, Reztsova et Loginov. Lors de la poursuite il part onzième, mais grâce à un 19/20 au tir, le Russe monte à nouveau sur la troisième marche du podium derrière le Français Quentin Fillon Maillet et le Norvègien Tarjei Bø. Dernier relayeur de l'épreuve par équipes masculines, il arrive largement en tête au dernier tir avec une minute d'avance sur ses poursuivants. Cependant, Latypov se montre fébrile avec sa carabine et doit effectuer deux tours de pénalité, laissant s'envoler le titre olympique. Il parvient tout de même à franchir la ligne d'arrivée en troisième position derrière la Norvège et la France et glaner une nouvelle médaille de bronze.
Le 26 février 2022, à la suite de l'invasion militaire de l'Ukraine par la Russie, les biathlètes russes ne sont pas autorisés par les autorités estoniennes à se rendre à l'étape de coupe du monde à Otepää. Dans la même journée, l'IBU décide que les biathlètes russes participeront aux épreuves restantes sous bannière neutre, ce qui provoque une réaction de la fédération russe qui retire l'ensemble de ces athlètes pour la fin de saison de coupe du monde.
En 2024, les biathlètes russes étant toujours interdits de compétitions internationales, un évènement (les Spartakiades) est organisé à Zlatooust au même moment que les championnats du monde de Nové Město. Latypov s'impose sur le sprint et la poursuite.

### Vie privée
En avril 2018, Latypov se marie avec Daria, coach sportif à Samara. Leur fille Victoria est née le 24 juillet 2019.
Supporter de l'équipe de football de Krylia Sovetov Samara, en avril 2021 lors d'une rencontre contre le FK Dynamo Moscou en coupe de Russie, Latypov donne le coup d'envoi en simulant avec sa carabine de biathlète un tir en direction du tableau d'affichage.

## Palmarès

### Jeux olympiques
| Édition / Épreuve | Individuel | Sprint | Poursuite                           | Mass start | Relais                              | Relais mixte                        |
| ----------------- | ---------- | ------ | ----------------------------------- | ---------- | ----------------------------------- | ----------------------------------- |
| Pékin 2022        | 11e        | 11e    | Médaille de bronze, Jeux olympiques | 19e        | Médaille de bronze, Jeux olympiques | Médaille de bronze, Jeux olympiques |

Légende :
- : première place, médaille d'or
- : deuxième place, médaille d'argent
- : troisième place, médaille de bronze

### Championnats du monde
| Édition / Épreuve       | Individuel | Sprint | Poursuite | Mass start | Relais                    | Relais mixte | Relais mixte simple |
| ----------------------- | ---------- | ------ | --------- | ---------- | ------------------------- | ------------ | ------------------- |
| Antholz-Anterselva 2020 | 43e        | —      | —         | —          | —                         | —            | —                   |
| Pokljuka 2021           | —          | 10e    | 7e        | 14e        | Médaille de bronze, monde | 9e           | 11e                 |

Légende :
- : première place, médaille d'or
- : deuxième place, médaille d'argent
- : troisième place, médaille de bronze
- — : non disputée par Latypov

### Coupe du monde
- Meilleur classement général : 18e en 2021.
- 14 podiums[25] :
  - 4 podiums individuels : 3 deuxièmes places et 1 troisième place
  - 8 podiums en relais : 2 deuxièmes places et 6 troisièmes places.
  - 2 podiums en relais mixte : 1 victoire et 1 troisième place.

Dernière mise à jour le 15 février 2022

#### Classements en Coupe du monde
| Saison    | Individuel | Individuel | Sprint | Sprint   | Poursuite | Poursuite | Mass start | Mass start | Général | Général  |
| Saison    | Points     | Position   | Points | Position | Points    | Position  | Points     | Position   | Points  | Position |
| --------- | ---------- | ---------- | ------ | -------- | --------- | --------- | ---------- | ---------- | ------- | -------- |
| 2018-2019 | 26         | 40e        | -      | nc       | -         | nc        |            |            | 26      | 72e      |
| 2019-2020 | 17         | 45e        | 48     | 45e      | 3         | 69e       | 6          | 47e        | 74      | 52e      |
| 2020-2021 | -          | nc         | 177    | 16e      | 136       | 21e       | 118        | 16e        | 491     | 18e      |
| 2021-2022 | 36         | 21e        | 158    | 21e      | 113       | 24e       | 41         | 27e        | 348     | 26e      |

### Championnats d'Europe
| Édition / Épreuve | Individuel                       | Super sprint                     | Sprint | Poursuite | Mass start                       | Relais mixte              | Relais mixte simple |
| ----------------- | -------------------------------- | -------------------------------- | ------ | --------- | -------------------------------- | ------------------------- | ------------------- |
| Tioumen 2016      | Épreuve inexistante à cette date | Épreuve inexistante à cette date | DSQ    | DSQ       | —                                | —                         | —                   |
| Ridnaun 2018      | 32e                              | Épreuve inexistante à cette date | 51e    | 29e       | Épreuve inexistante à cette date | —                         | —                   |
| Minsk 2020        | Épreuve inexistante à cette date | 13e                              | 28e    | 12e       | Épreuve inexistante à cette date | Médaille d'argent, Europe | —                   |

Légende :
- : première place, médaille d'or
- : deuxième place, médaille d'argent
- : troisième place, médaille de bronze
- — : non disputée par Latypov
- : pas d'épreuve
- DSQ : disqualification

### IBU Cup
- 3 podiums : 1 victoire, 1 deuxième place et 1 troisième place.

### Championnats du monde juniors et de la jeunesse
| Édition / Épreuve | Individuel | Sprint                    | Poursuite            | Relais                    |
| ----------------- | ---------- | ------------------------- | -------------------- | ------------------------- |
| Obertilliach 2013 | 32e        | 18e                       | 19e                  | 4e                        |
| Presque Isle 2014 | 44e        | Médaille de bronze, monde | 6e                   | Médaille de bronze, monde |
| Minsk 2015        | 35e        | 6e                        | Médaille d'or, monde | Médaille d'or, monde      |

Légende :
- participation aux Ch. du monde de la jeunesse

- : première place, médaille d'or
- : deuxième place, médaille d'argent
- : troisième place, médaille de bronze

### Universiade
- Krasnoyarsk 2019 :
  -  Médaille d'or en sprint.
  -  Médaille d'argent à l'individuel.
  -  Médaille de bronze à la poursuite.

### Championnats d'Europe junior
- Médaille d'argent du relais mixte en 2014.
- Médaille d'or de la poursuite en 2015.
- Médaille d'argent du sprint en 2015.

### Championnats du monde de biathlon d'été
- Médaille d'argent de la poursuite en 2019.
- Médaille de bronze du super sprint en 2019.